# Birthe Wilke
Birthe Wilke (Dinamarca, 19 de marzo de 1936) en una conocida cantante danesa. Birthe se crio en una familia musical en el área de Vesterbro, en Copenhague.

## Carrera
Siendo aún una adolescente ganó un concurso de talentos en el National Scala Theatre en Copenhague, cantando como solista con la Bruno Henriksen's Orchestra en Tívoli, e hizo su primera grabación. Era conocida como la "Doris Day de Dinamarca", y grabó "Qué será será" en 1956.
Después de clasificarse en el "Danish Melodi Grand Prix", logró ganar para representar a Dinamarca en el segundo Festival de Eurovisión con la canción Skibet Skal Sejle I Nat (El barco se va esta noche), junto a Gustav Winckler. Lograron clasificarse en tercera posición con 10 puntos, lo que fue un magnífico debut para el país nórdico. Lo que hace más característico su paso por Eurovisión fue el largo beso de 32 segundos que intercambió con Gustav Winckler.
También participó en el Festival de Eurovisión de 1959, en el que cantó sola el tema Uh-Jeg Ville Ønske Jeg Var Dig (”'Oh - desearía ser tú”'). Se clasificó en un buen quinto lugar.
En los últimos años de la década de los 50 hizo un tour por Polonia, Alemania Oriental y Estados Unidos.
En 1961 hizo de cantante de night club en la película danesa Reptilus. Cantó el tema "Tivoli Nights".
En 1966 se retiró de la vida pública, pero hizo una breve vuelta en 1973.
Como consecuencia de los éxitos que cosechó la música, ha participado en anuncios, en radio, en televisión, e incluso en películas.